# 统一人民自由联盟
统一人民自由联盟（羅馬化：Eksath Janathā Nidahas Sandānaya）是斯里兰卡的一个已不存在的左翼政党联盟。该联盟成立于2004年1月20日，解散于2019年12月9日，由斯里兰卡人民自由联盟继承。该联盟的总部位于科伦坡。该联盟由斯里兰卡自由党领导。
该联盟是斯里兰卡左翼民族主义势力的主要代表。